# Verdict (film)
Verdict is een Franse film van André Cayatte die werd uitgebracht in 1974.
De film is een van de talrijke gerechtsdrama's die Cayatte verwezenlijkt heeft.

## Verhaal
André Léoni is een jongeman die opgroeide in een beschermd milieu. Hij werd met alle zorg en comfort omringd door zijn moeder. Op een dag staat hij nochtans terecht voor het Hof van assisen. Hij wordt beschuldigd van een gruwelijke moord. Hij zou de dochter van een leraar uit Lyon verkracht en vermoord hebben. Zware verdenkingen wegen op hem, maar toch ontkent André hardnekkig ook maar iets met de moord te maken te hebben. 
Rechter Leguen, die zijn laatste rechtszaak voorzit vooraleer te genieten van een welverdiend pensioen, bijt zich vast in de zaak. Hij is er immers van overtuigd dat de jongeman liegt en stelt het milieu waarin deze opgegroeid is (zijn vader was een berucht misdadiger) verantwoordelijk voor deze daad. Térésa, Andrés moeder, stelt alles in het werk om haar zoon vrij te pleiten.

## Rolverdeling
| Acteur              | Personage                                |
| ------------------- | ---------------------------------------- |
| Jean Gabin          | rechter Leguen                           |
| Sophia Loren        | Térésa Léoni, de moeder                  |
| Michel Albertini    | André Léoni/Joseph Léoni op de foto      |
| Henri Garcin        | meester Lannelongue                      |
| Gisèle Casadesus    | Nicole Leguen, echtgenote van de rechter |
| Muriel Catala       | Annie Chartier                           |
| Julien Bertheau     | advocaat-generaal Verlac                 |
| François Vibert     | Guichard                                 |
| Mario Pilar         | Joseph Sauveur                           |
| Jean-François Rémi  | Antoine Bertolucci                       |
| Michel Robin        | Véricel                                  |
| Maurice Nasil       | Cacharel                                 |
| Jean Vigny          | voorzitter van de balie                  |
| Pierre Tabard       | Toussaint Laverni                        |
| Marthe Villalonga   | conciërge van de familie Leguen          |
| Umberto Raho        | wetsdokter                               |
| Daniel Lecourtois   | procureur-generaal                       |
| Jean Amos           | valse inspecteur                         |
| François Cadet      | valse inspecteur                         |
| Françoise Bette     | prostituee                               |
| Paul Bisciglia      | jurylid                                  |
| Philippe Desboeuf   | jurylid                                  |
| Robert Favart       | professor Chartier                       |
| Jacqueline Fontaine | jurylid                                  |